# Mönch
Mönch (v překladu z němčiny mnich) je s nadmořskou výškou 4 107 metrů jednou z dominant Jungfrauregionu, horského masivu Jungfrau v bernském regionu Švýcarských Alp. Dalšími známými vrcholy tohoto masívu jsou Eiger a Jungfrau.
Mönch leží na hranici mezi kantony Valais a Bern a tvoří součást horského hřebene mezi Jungfrau a Jungfraujoch na západě a Eiger na východě. Nachází se západně od Mönchsjoch (průsmyk ve výšce 3 650 m n. m.) a Mönchsjoch Hut (chata) a severně od Jungfraufirn a Ewigschneefäld, dvou ledovcových splazů velkého ledovce Aletsch Glacier (Aletschgletscher). Severní stěna Mönchu spadá až do údolí Lauterbrunnen.
Region Jungfrau byl v roce 2001 zapsán do seznamu Světového přírodního dědictví UNESCO pod názvem „Švýcarské Alpy Jungfrau-Aletsch“.

## Historie
Poprvé byla hora zlezena 15. srpna 1857 horolezci Christianem Almerem, Christianem Kaufmannem, Ulrichem Kaufmannem a Sigismundem Porgesem.

## Turismus
Až do sedla Jungfraujoch mezi horami Jungfrau a Mönch vede ozubnicová železnice Jungfraubahn do nejvýše položeného nádraží v Evropě (3 454 m n. m.), nazývaného Top of Europe.